# Хумт-Сук
Хумт-Сук или Хумет-Эсук (араб. حومة السوق‎, фр. Houmt Souk) — крупнейший город на тунисском острове Джерба. Расположен на северном побережье острова, в 20 км от города Аджим. Важный туристический центр, известен своим рынком (сук) и крепостью Алгабидов. Население по данным на 2004 год составляет 64 892 человека. Площадь муниципалитета — 176,54 км². Основу экономики составляет туризм, имеется рыбацкий порт. До середины XX века в городе проживала крупная еврейская община.